# Sjörövarbok
Sjörövarbok är en svensk barnbok från 1965 av Lennart Hellsing med illustrationer av Poul Ströyer, utgiven av Rabén & Sjögren.

## Stil och handling
Sjörövarboken är en versbok med rim om olika sjörövare. Den handlar om ett gäng godmodiga pirater som efter ett sjöslag driver iland och försöker bli bofasta, men som längtar tillbaka till havet och till slut återvänder till sjöss.

## Alternativa och censurerade versioner
Sjörövarboken gavs ut i USA som The Pirate Book 1972, varvid det amerikanska förlaget satte en behå på den nakendansös, med vilken "kapten Böös slog sig lös". Det svenska förlaget använde sig av det amerikanska förlagets material till nästkommande svenska upplaga, varför det också finns en censurerad svensk utgåva.

## Adaptioner
Boken har gett underlag till EP-skivan Sjörövarskiva från 1969 tonsatt av Laci Boldemann och med sång av Per Myrberg, samt till Sjörövarfilmen (1982) med animationer av Jan Gissberg och Lars Emanuelsson (född 1956).